# 17 червня
17 червня — 168-й день року (169-й у високосні роки) у григоріанському календарі. До кінця року залишається 197 днів.

## Свята і пам'ятні дні

### Міжнародні
- ООН: Всесвітній день боротьби з опустеленням і посухою

### Національні
- Ісландія: День Республіки.
- Вірменія: День авіації.
- Ботсвана,  Сальвадор,  Гватемала: День батька.
- Румунія: День національної авіації.
- Латвія: Національний день пам'яті про радянську окупацію Латвії в 1940 році.
- Киргизстан: День працівників водного господарства.
- США: День яблучного штруделя.

### Релігійні

#### Християнство
Католицька церква:
- День Святого Альберта Хмельовського.
- День Блаженної Терези Португальської

 Православна церква:
- Мучеників Мануїла, Савела та Ісмаїла.

## Події
- 1462 — волоський господар Влад III Дракула здійснив невдалу спробу вбити османського султана Мехмеда II, після чого мусив відступати з Волощини
- 1621 — на нараді у Сухій Діброві під Білою Церквою Петро Сагайдачний запропонував гетьману Якову Бородавці об'єднати їхні козацькі війська й виступити на допомогу річпосполитському війську проти османського під Хотин
- 1709 — Поблизу села Нижні Млини, неподалік від Полтавської фортеці, в битві з московським загоном, був поранений в ногу шведський король Карл ХІІ
- 1885 — У нью-йоркську гавань прибула Статуя Свободи — дарунок французького народу Сполученим Штатам Америки
- 1917 — у Києві відкрився II Всеукраїнський військовий з'їзд (тривав до 23 червня), під час якого було проголошено автономію України (4 червня за Юліанським календарем)
- 1940 — Червона армія окупувала Латвію та Естонію
- 1944 — здобувши незалежність від Данії, Ісландія проголосила себе республікою
- 1950 — чиказький лікар Річард Лоулер за 45 хвилин здійснив першу операцію з пересадки нирки людині
- 1953 — В Східній Німеччині почалось повстання проти сталінського режиму, яке було жорстоко придушене із застосуванням танків
- 1955 — відбувся перший політ радянського пасажирського реактивного літака ТУ-104
- 1993 — Україна і Російська Федерація розділили Чорноморський флот
- 2008 — організація Mozilla Foundation влаштувала так званий англ. Download Day 2008 (День Завантаження 2008) з метою встановити новий рекорд Гінесса для програми, що була завантажена найбільшу кількість разів через мережу Інтернет упродовж однієї доби. В ролі програми виступав вебоглядач Mozilla Firefox 3
- 2022 — Єврокомісія рекомендувала надати Україні статус кандидата в члени ЄС

## Народились
Дивись також Категорія:Народились 17 червня
- 1659 — Фаустино Боккі, італійський художник.
- 1682 — Карл XII Ґустав, король Швеції у 1697—1718 рр.
- 1691 — Джованні Паоло Паніні, італійський художник і архітектор.
- 1703 — Джон Веслі, засновник Методистської Церкви.
- 1797 — Поль Деларош, французький історичний живописець, представник академізму.
- 1811 — Йоун Сіґурдссон, провідник незалежності Ісландії, автор ісландської конституції (1874)
- 1818 — Шарль Гуно, французький композитор.
- 1856 — Франц Рубо, український художник-баталіст французького походження.
- 1867 — Генрі Ловсон, австралійський письменник.
- 1876 — Іван Шаровольський, український мовознавець та історик літератури (†1954)
- 1882 — Ігор Стравинський, український композитор
- 1888 — Гайнц Вільгельм Гудеріан, генерал-полковник німецької армії, розробник моторизованих способів ведення війни.
- 1898 — Мауріц Корнеліс Ешер, нідерландський художник-графік.
- 1911 — Віктор Некрасов, київський письменник і дисидент.
- 1929 — Тигран Петросян, радянський шахіст, дев'ятий чемпіон світу.
- 1930 — Михайло Горинь, український правозахисник, дисидент і політв'язень радянських часів, народний депутат України 1-го скликання.
- 1939 — Кшиштоф Зануссі, польський кінорежисер.
- 1943 — Джеймс Елліот, американський астроном, який відкрив кільцеву систему Урана і атмосферу Плутона.
- 1953 — Іво Бобул, український співак, композитор. Народний артист України.
- 1969 — Віктор Петренко, український фігурист, Олімпійський чемпіон.
- 1972 — Лариса Денисенко, українська письменниця, правозахисниця, адвокатка.
- 1980 — Вінус Вільямс, американська тенісистка, старша сестра Серени Вільямс.

## Померли
Дивись також Категорія:Померли 17 червня
- 1696 — Ян III Собеський, король Речі Посполитої
- 1707 — Антоніо Верріо, італійський художник.
- 1719 — Джозеф Еддісон, англійський письменник.
- 1968 — Олексій Кучоних, український художник, поет-футурист.
- 1984 — Клавдія Шульженко, українська радянська співачка
- 2005 — Тетяна Яблонська, українська художниця-живописець.
- 2008 
  - Жан Делануа, французький актор, кінорежисер, сценарист, володар золотої пальмової гілки Каннів
  - Сід Чарісс, американська балерина і акторка театру і кіно.
- 2009 — Ральф Дарендорф, німецько-британський мислитель і політик-ліберал, соціолог, лорд, єврокомісар